# Loutky v nemocnici
Loutky v nemocnici jsou nezisková organizace, která se věnuje dramaterapii a muzikoterapii a aktivitám v oblasti psychosociální péče. Prostřednictvím divadelních představení a písniček se snaží pomoci v procesu uzdravování. Snaží se pomáhat nejen dětem, ale také dospělým.

## O organizaci
Spolek pomáhá v nemocnicích a léčebnách po celé České republice. Každý rok přes tisíc návštěv zdravotnických zařízení. Za rok navštíví desítky tisíc dětí i dříve narozených. Při práci spolupracuje i s ošetřujícími lékaři, herními terapeuty či rodinnými příslušníky pacientů. Organizace také navštěvuje tábory pro chronicky nemocné či handicapované děti a realizuje projekty, během kterých s dětmi vytváří společně divadelní představení, které na závěr programu odehraje ostatním pacientům, rodičům a lékařskému personálu.
Dramaturgie souboru je tvořena tak, aby odpovídala různým věkovým skupinám a specifickému prostředí. Jednotlivá představení jsou upravena dle konkrétní diagnózy pacientů a jejich situace. Voleny jsou často příběhy o odvaze a statečnosti, překonání útrap, příběhy o jinakosti či příběhy, o kterých je potřeba si po představení trochu povídat. Uměleckou vedoucí souboru je Marka Míková, česká spisovatelka a hudebnice.
Spolek má aktuálně (v roce 2023) 30 členů a stálých spolupracovníků. Spolupracuje se sesterskou organizací na Slovensku Bábky v nemocnici.